# Comté de Hunt
Pour les articles homonymes, voir Hunt.
Le comté de Hunt, en anglais : Hunt County, est un comté situé dans le nord-est de l'État du Texas aux États-Unis. Il est nommé en l'honneur de Memucan Hunt Jr. (en), le secrétaire de la marine de la république du Texas. Le siège du comté est la ville de Greenville. Selon le  recensement de 2020, sa population est de 99 956 habitants. 
Le comté a une superficie de 2 284 km2, dont 2 179 km2 en surfaces terrestres.

## Comtés adjacents
|                   | Comté de Fannin  | Comté de Delta                     |
| Comté de Collin   | comté de Hunt    | Comté de Hopkins                   |
| Comté de Rockwall | Comté de Kaufman | Comté de Rains, Comté de Van Zandt |

## Démographie
| Groupes           | Comté de Hunt | Texas | États-Unis |
| ----------------- | ------------- | ----- | ---------- |
| Blancs            | 81,6          | 70,4  | 72,4       |
| Afro-Américains   | 8,3           | 11,9  | 12,6       |
| Autres            | 5,8           | 10,6  | 6,4        |
| Métis             | 2,4           | 2,5   | 2,7        |
| Asiatiques        | 1,1           | 3,8   | 4,8        |
| Amérindiens       | 0,9           | 0,7   | 0,9        |
| Total             | 100           | 100   | 100        |
|                   |               |       |            |
| Latino-Américains | 13,6          | 37,6  | 16,7       |